# Phaeomycena macrospora
Phaeomycena macrospora är en svampart som beskrevs av Singer 1951. Phaeomycena macrospora ingår i släktet Phaeomycena och familjen Tricholomataceae.   Inga underarter finns listade i Catalogue of Life.